# Эриоботрия
Эриобо́трия, также Японская мушмула, Ериоботрия (лат. Eriobotrya, от др.-греч. ἔριον — «волосистый» и βότρυς — «кисть»), — род деревянистых растений семейства Розовые (Rosaceae). Естественный ареал рода охватывается страны Юго-Восточной Азии.
Наиболее известный вид — Эриоботрия японская (Eriobotrya japonica), известная также под называниями мушмула японская и локва; эту плодовую культуру выращивают в субтропиках всего света.

## Ботаническое описание
Вечнозелёные древесные растения (деревья и крупные кустарники) высотой от 4 до 10 м, изредка — до 20 м. Листья с прилистниками, обычно с черешками; простые, цельные, кожистые, длиной от 2 до 40 см, по форме — от эллиптических до продолговато-ланцетных. Края листовых пластинок могут быть как цельными, так и зубчатыми.
Цветки относительно мелкие, многочисленные, обоеполые, с гипантием, пятимерные, собраны по 20—40 в терминальные соцветия — обычно опушённые пирамидальные метёлки. Чашечка — из пяти листочков, сохраняющихся при плодоношении, венчик — из пяти обратнояйцевидных либо округлых лепестков белого либо жёлтого цвета. Тычинок двадцать. Завязь нижняя, образована из полностью сросшихся между собой плодолистиков (в числе от двух до пяти), каждый с двумя семязачатками.
Плод — жёлтое или оранжевое (иногда черноватое) сочное яблоко диаметром обычно от 20 (иногда более мелкие) до 30 мм. Семена — относительно крупные, округло-угловатые, в количестве от одного до пяти в каждом плоде.
Число хромосом: n = 17.

## Виды
Род включает 29 видов:
- Eriobotrya angustissima Hook.f.
- Eriobotrya balgooyi K.M.Wong & Ent
- Eriobotrya bengalensis (Roxb.) Kurz
- Eriobotrya cavaleriei (H.Lév.) Rehder
- Eriobotrya condaoensis X.F.Gao, Idrees & T.V.Do
- Eriobotrya ×daduheensis H.Z.Zhang ex W.B.Liao, Q.Fan & M.Y.Ding
- Eriobotrya deflexa (Hemsl.) Nakai — Эриоботрия отклонённая
- Eriobotrya dubia (Lindl.) Decne.
- Eriobotrya elliptica Lindl.
- Eriobotrya fragrans Champ. ex Benth.
- Eriobotrya glabrescens J.E.Vidal
- Eriobotrya grandiflora Rehder & E.H.Wilson
- Eriobotrya henryi Nakai
- Eriobotrya hookeriana Decne.
- Eriobotrya japonica (Thunb.) Lindl. typus — Эриоботрия японская, или Мушмула японская, или Локва
- Eriobotrya latifolia Hook.f.
- Eriobotrya longifolia (Decne.) Hook.f.
- Eriobotrya malipoensis K.C.Kuan
- Eriobotrya merguiensis J.E.Vidal
- Eriobotrya obovata W.W.Sm.
- Eriobotrya petiolata Hook.f.
- Eriobotrya platyphylla Merr.
- Eriobotrya poilanei J.E.Vidal
- Eriobotrya prinoides Rehder & E.H.Wilson
- Eriobotrya salwinensis Hand.-Mazz.
- Eriobotrya seguinii (H.Lév.) Cardot ex Guillaumin
- Eriobotrya serrata J.E.Vidal
- Eriobotrya tengyuehensis W.W.Sm.
- Eriobotrya wardii C.E.C.Fisch.